# Радвань, Эдён
Эдён Радвань (венг. Radvány Ödön, 27 декабря 1888 — 20 апреля 1959) — венгерский борец греко-римского стиля, чемпион мира.

## Биография
Родился в 1888 году в Будапеште. В 1908 году принял участие в Олимпийских играх в Лондоне, где занял 5-е место, проиграв в четвертьфинале российскому борцу Николаю Орлову. В 1912 году выиграл неофициальный чемпионат Европы, а на Олимпийских играх в Стокгольме, вновь занял 5-е место. В 1913 году снова выиграл неофициальный чемпионат Европы.
После Первой мировой войны, выступая уже за независимую Венгрию, в 1920 году выиграл чемпионат мира, а на чемпионате мира 1922 года занял второе место. В 1924 году принял участие в Олимпийских играх в Париже, где занял 8-е место.